# Ping (llengua)
Ping o pinghua (xinès simplificat: 平话; xinès tradicional: 平話; pinyin: Pínghuà) és una llengua xinesa, parlada principalment a Guangxi amb alguns parlants a Yunnan. Té uns dos milions de parlants nadius; a més d'aquests, en algunes parts de Guangxi se l'empra com a llengua de comerç per permetre la comunicació entre persones de parla zhuang i persones de parla xinesa, ja que el pinghua es distingeix de les altres llengües xineses per l'ús de paraules prestades del zhuang, com ara la partícula "wei" que acaba oracions imperatives. Es divideix en dos dialectes, una varietat septentrional parlada al voltant de Guilin, i una varietat meridional parlada al voltant de Nanning.
Investigacions als anys 50 indicaven l'existència d'una llengua xinesa que, anteriorment, s'havia classificat com una varietat del cantonès o yuè. No fou considerat oficialment una llengua independent fins als anys 80, quan l'Acadèmia xinesa de ciències socials la va classificar com a varietat xinesa independent del cantonès. Avui dia se la considera una llengua xinesa pròpiament emparentada amb el cantonès, amb el qual forma un grup anomenat "ping-yuè". La classificació del pinghua com a llengua independent de les altres llengües xineses ha provocat més recerca: fins a 1987, quan van publicar un mapa de dialectes xinesos que el tractava com a varietat independent de les llengües xineses, només hi havia 7 articles sobre el pinghua. Des d'aleshores, s'han publicat més de 150 articles.
Evidència genètica indica que els parlants nadius de pinghua són més similars a grups ètnics no xinesos que amb les persones d'ètnia han.